# Rhyncomya currani
Rhyncomya currani är en tvåvingeart som beskrevs av Zumpt 1958. Rhyncomya currani ingår i släktet Rhyncomya och familjen Rhiniidae. Inga underarter finns listade i Catalogue of Life.